# Дуарте, Хенри
Хенри Фройлан Дуарте Молина (исп. Henry Froilán Duarte Molina; 5 октября 1958, Либерия, Коста-Рика) — коста-риканский футбольный тренер.

## Биография
Свою самостоятельную тренерскую карьеру Дуарте начал в 1987 году в клубе «Универсидад де Коста-Рика». В дальнейшем он в течение многих лет работал со многими ведущими коста-риканскими командами, а также с юношеской и молодёжной сборной страны. С 1997 по 1998 год тренировал «Эредиано».
В 2004 году специалист привёл клуб «Кобан Имперьяль» к первой в истории победе в чемпионате Гватемалы в клаусуре. Некоторое время работал в Израиле, где входил в тренерский штаб команды «Маккаби» (Нетания).
В декабре 2014 года Хенри Дуарте стал главным тренером сборной Никарагуа.

## Достижения
- Чемпион Гватемалы: 2004 клаусура